# Slut-shaming

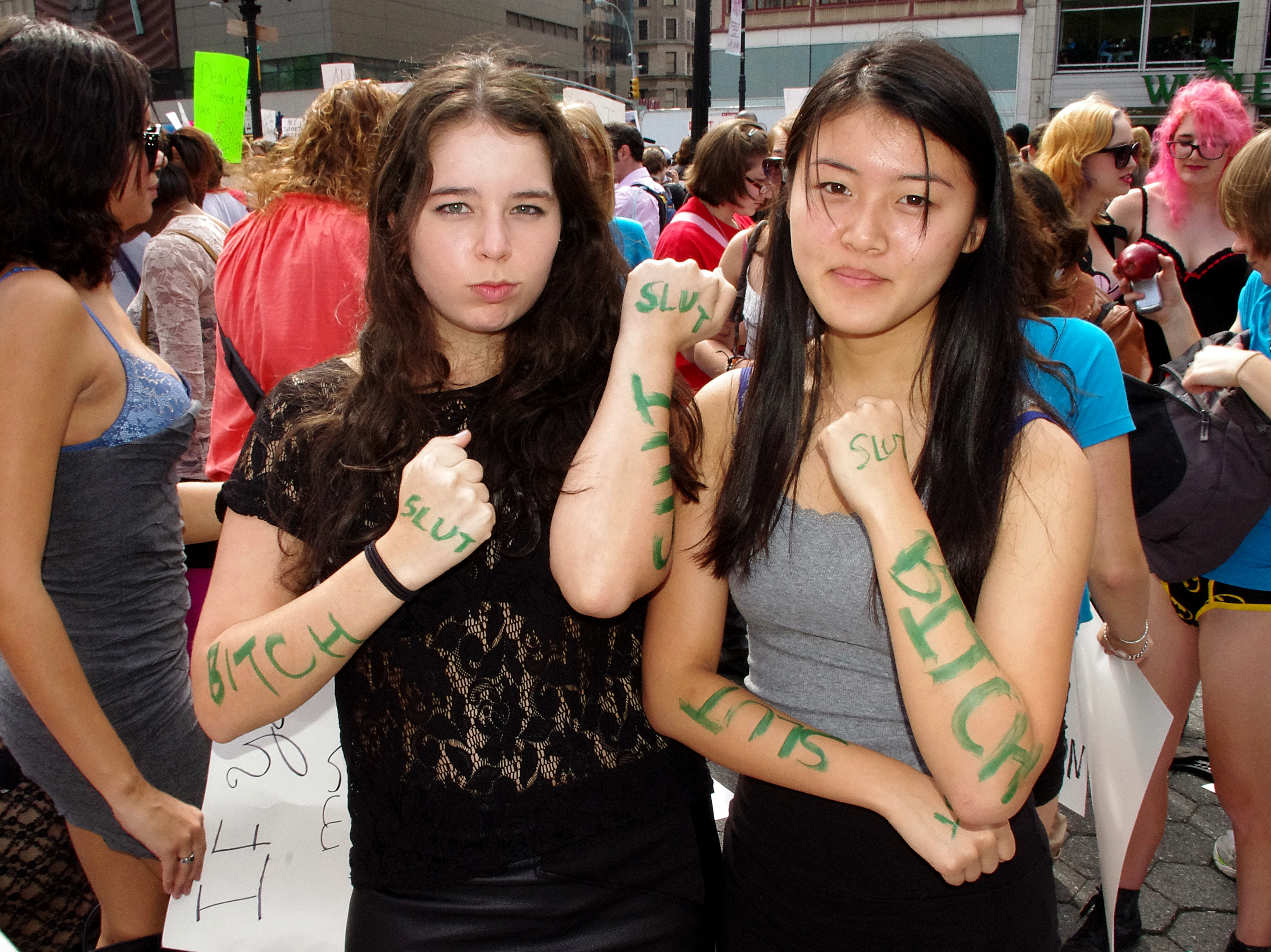
Slutwalk i New York, oktober 2011.

Slut-shaming (engelska för slamp-skammande) kallas det när man försöker få någon att skämmas för att sexuellt ha betett sig på ett sätt som traditionellt inte ses som acceptabelt. Skammandet drabbar vanligtvis en kvinna.
Vad som är sexuellt oacceptabelt är kulturberoende. Det kan till exempel vara att ha flera sexualpartners, ha sex före äktenskapet eller bära sexuellt utmanande kläder.

## Historik
Termens ursprung är oklart, men dess användning har ökat sedan 2011. Detta är möjligen som ett resultat av proteströrelsen Slutwalk, som vänder sig mot uppfattningen att en kvinna som våldtas kan ha sig själv att skylla.